# Оберрейнгау
Оберрейнгау (на немски: Oberrheingau) е през Средновековието гауграфство в Хесен, дясно от река Рейн в Горнорейнската долина и североизточно от Вормс. Оберрейнгау се намира в Херцогство Франкония, по-късно в Херцогство Вестфранкен (също Рейнфранки).
През 8 век алеманският Рейнгау е разделен на три части: Унтеррейнгау (който запазва името Рейнгау), Оберрейнгау и Кьонигсзондергау (около Висбаден). Оберрейнгау е управляван от Робертините, които през 764 г. основават намиращият се там манастир Лорш.
Оберрейнгау обхваща южната част на днешен Хесен с Еберщат и други.
Източната граница на Оберрейнгау се намира паралелно с източните граници на марките Шванхайм и Бесунген.
Западно от Рейн граничи с Вормсгау и Шпайергау. На юг се намира Лобденгау, на изток се намира Майнгау и северно от Майн и на запад се намира Кьонигсзондергау и на изток Нидагау.
Оберрейнгау не трябва да се бърка с териториите на Горен Рейн, и също с горен Рейнгау.

## Графове в Оберрейнгау от династиятаРобертини
- Руперт I (Роберт I) († пр. 764), син на Ланберт II, граф в Неустрия и Австразия († пр. 741), 732 дук в Хаспенгау, 741/742 пфалцграф, ок. 750 граф в Оберрейнгау и Вормсгау
- (Руперт) Канкор († сл. 782), негов син, 745 граф в Оберрейнгау (Тургау), 758 граф в Брайзгау, 775/778 граф в Цюрихгау, през 764 г. основава манастир Лорш
- Хаймрих (Хаймо) († 5 май 795 убит при Люне на Елба), негов син, 772/782 граф в Оберрейнгау, 778 граф в Лангау, 784 абат на Мозбах
- Роберт/Рутперт II (Хруодбертус) († 12 юли 807) племенник на Канкор, 795/807 граф във Вормсгау и Оберрейнгау, 795 господар на Динхайм
- Руадберт (Роберт), внук на Хаймрих, 817 граф в Заалгау, Оберрейнгау и Вормсгау
- Рутперт III (Роберт III) († пр. 834), син на Роберт/Рутперт II, 812/830 граф във Вормсгау, граф в Оберрейнгау, баща на Роберт Силни († 866) и прародител на Капетингите